# Estadio Ciudad de Valencia
Estadi Ciutat de València (w języku walenckim), Estadio Ciudad de Valencia (w języku hiszpańskim), Stadion Miasta Walencja – stadion piłkarski w Walencji, stolicy wspólnoty autonomicznej Walencja, użytkowany przez klub Levante UD. Znajduje się przy ulicy świętego Wincentego à Paulo w północnej dzielnicy Orriols.
Inauguracja odbyła się w roku 1969, kiedy prezydentem klubu był Antonio Román. Od tego czasu kilkakrotnie zmieniała się nazwa obiektu; poprzednia to Nou Estadi (Nowy Stadion). Wcześniej zespół Levante UD rozgrywał mecze na położonym blisko centrum stadionie Campo de Vallejo.
W 1997, ze względu na wymagania władz LFP, zamontowano krzesełka na całym obiekcie. Wcześniej były tylko na trybunie głównej.
Stadion mieści 26 354 widzów. Wymiary boiska to 107 x 68 metrów. 

## Podział trybun
Aktualnie obiekt podzielony jest zasadniczo na pięć stref:
- l'Alqueria – loże VIP;
- Tribuna – trybuna zachodnia, kryta;
- Grada Central – trybuna wschodnia;
- Gol Orriols – trybuna południowa za bramką;
- Gol Alboraya – trybuna północna za bramką.

Tribuna, Grada Central, Gol Orriols oraz Gol Alboraya dzielą się dodatkowo na części Alta (Górna) i Baja (Dolna).